# Edward Bulwer-Lytton, 1:e baron Lytton
Edward George Earle Lytton Bulwer-Lytton (hette ursprungligen Bulwer, men kallade sig från 1843 med tillägg av moderns namn Bulwer-Lytton) från 1866 baron Lytton of Kneworth, född 25 maj 1803 i London, död 18 januari 1873 i Torquay, Devon, var en brittisk författare och politiker, far till Robert Bulwer-Lytton, 1:e earl av Lytton och bror till diplomaten Henry Bulwer.

## Biografi
Bulwer-Lytton uppfostrades i Cambridge, där han vann ett pris för versskrivning, och började tidigt en litterär verksamhet. I London inrättade han sig som Dandy, och utgav 1827 anonymt sin första roman, Falkland. 1828 utkom han under sitt rätta namn med societetsromanen Pelham, som författaren Thomas Carlyle i sin "Sartor resartus" fäller bittra kommentarer om. Efter ett vidlyftigt ungdomsliv, han var bland annat Caroline Lambs sista älskare, gifte sig Bulwer-Lytton 1827 med irländska författarinnan Rosina Doyle Wheeler och föll därför i onåd hos sina föräldrar och fick därefter försörja sig som författare. Äktenskapet blev mycket olyckligt, och efter skilsmässan fick han utstå kraftig kritik i sin före detta hustrus romaner. Han var politiskt engagerad och var 1831-1841 liberal medlem av underhuset. 1852 kom han in i överhuset, nu som konservativ och blev 1858 sekreterare för kolonierna.
Efter sina salongsromaner övergick Bulwer-Lytton till brottsskildringar, baserade på verkliga äldre brottmål, såsom Paul Clifford (1830) och Eugene Aram: En berättelse (1832). Han återkom senare till samma genre i sin Lucretia (1846). Bland hans historiska romaner märks Pompejis sista dagar (1834), och hans mest lästa Rienzi (1835), The last of the barons (1843) och Harold (1848). Till den övernaturliga genren, där Bulwer-Lytton hör Zanoni (1842), The haunted an the haunters (1859) och A strange story (1862). Hit kan också räknas hans science fiction-roman Vril, eller den kommande rasen (1871).

### Romaner
- Leila : or The Siege of Granada
  - Granadas belägring (översättning Anders Fredrik Dalin, Hjerta, 1838). Ny översättning av Hjalmar Lundberg med titeln Leila, Nordiska förlaget, 1913
- Calderon, the Courtier
- The Pilgrims of the Rhine
  - Pilgrimerne vid Rhen (översättning Anders Fredrik Dalin, Hjerta, 1835)
- Falkland (1827)
- Pelham : or The Adventures of a Gentleman (1828)
  - Pelham eller En målning ur verldslifvet (anonym översättning, Hjerta, 1834)
- The Disowned (1829)
  - Den förskjutne (anonym översättning, Hjerta, 1835)
- Devereux (1829)
  - Devereux : berättelse (översättning Anders Fredrik Dalin, Hjerta, 1836)
- Paul Clifford (1830)
  - Paul Clifford (översättning Anders Fredrik Dalin, Hjerta, 1835)
- Eugene Aram (1832)
  - Eugene Aram: En berättelse (översättning Anders Fredrik Dalin, Hjerta, 1834). Ny översättning: Eugene Aram: sorgspel i fem akter, efter E. L. Bulwers roman af Ludvig Rellstab, öfversättning från tyskan (av Fredrik Niklas Berg, Lundeqvist, 1840)
- Godolphin (1833)
  - Godolphin (anonym översättning, Hjerta, 1841)
- Falkland (1834)
  - Falkland (översättning Anders Fredrik Dalin, Hjerta, 1841)
- The Last Days of Pompeii (1834)
  - Pompeii' sista dagar (översättning J. Berg och Anders Fredrik Dalin, Hierta, 1835). Ny översättning: Victor Pfeiff, Nordiska förlaget, 1912.
- Rienzi, the last of the Roman tribunes (1835)
  - Rienzi, den siste folk-tribunen (översättning Anders Fredrik Dalin, Hjerta, 1836)
- The Student (1835)
- Ernest Maltravers (1837)
  - Ernst Maltravers (översättning Anders Fredrik Dalin, Hjerta, 1837-1838)
- Alice, or The Mysteries (1838) - Fortsättning av: Ernerst Maltravers
  - Alice, eller Hemligheterna (översättning Anders Fredrik Dalin, 1838)
- Night and Morning (1841)
  - Natt och morgon (översättning Wendela Hebbe, Hierta, 1841)
- Zanoni (1842)
  - Zanoni (översättning Wendela Hebbe, Hierta, 1842). Sannolikt nya översättningar: Universalbiblioteket, 1904; Björck & Börjesson, 1915; ny översättning av Nino Runeberg, Helsingfors, 1920
- The Last of the Barons (1843)
  - Den siste vasallen (översättning Wendela Hebbe, Hierta, 1843)
- Lucretia (1846)
  - Lucretia, eller Nattens barn (översättning Hugo Ivar Arwidsson och Gustaf Thomée, Bonnier, 1846-1847)
- Harold, the Last of the Saxons (1848)
  - Harold, sachernas sista konung (anonym översättning?, Bonnier, 1848)
- The Caxtons : A Family Picture (1849)
- My Novel, or Varieties in English Life (1853)
- The Haunted and the Haunters or The House and the Brain (1859)
- What Will He Do With It? (1858)
  - Guy Darrell eller hvad skall han göra dermed? (översättning Carl Johan Backman, Huldberg, 1860)
- A Strange Story (1862)
  - En underlig historia (översättning Carl Johan Backman, Samson & Wallin, 1862)
- Caxtoniana (1863)
- The Coming Race (1871), ny utgåva som Vril: The Power of the Coming Race
  - Ett kommande slägte (anonym översättning?, Giron, 1871). Ny översättning: Vril, eller den kommande rasen Översättning av K. G. Johansson, Vertigo, 2015.
- The Parisiens (1872)
  - Parisarne: roman (översättning Carl Johan Backman och M. A. Goldschmidt, 1875)
- Kenelm Chillingly, His Adventures and Opinions (1873)
  - Kenelm Chillingly, hans äfventyr och åsigter (översättning A. Krook, Bonnier, 1873)
- Pausanias the Spartan (1876)

### Lyrik
- Ismael : An Oriental Tale, with Other Poems (1820)
- Delmour; or, A Tale of a Sylphid, and Other Poems (1823)
- Weeds and Wildflowers (1826)
- Collected Poems (1831)
- The New Timon (1846) - Ett angrepp på Alfred Tennyson, utgivet anonymt
- King Arthur (1848–1849)

### Dramatik
- The Duchess de la Vallière (1837)
  - Hertiginnan de la Vallière : skådespel i fem akter (översättning Johan Albert Wulff, Hjerta, 1837)
- The Lady of Lyons (1838)
  - Lyonesiskan eller kärlek och stolthet : dram i fem akter (översättning Carl Gustaf Jungberg, 1839)
- Richelieu (1839), filmversion 1935: Cardinal Richelieu
  - Richelieu : dram i fem akter (översättning Carl Gustaf Jungberg, Nordströmska boktryckeriet, 1840)
- The Sea Captain or, the birthright (1839)
  - Fregattkaptenen eller förstfödslorätten : dram i fem akter (fri öfversättning från originalet af Wendela Hebbe, Hjerta, 1843)
- Money (1840)
  - Penningen : komedi i fem akter (översättning Wendela Hebbe, Hierta, 1843)
- Not So Bad as We Seem, or, Many Sides to a Character: A Comedy in Five Acts (1851)
- The Rightful Heir (1868), omarbetning av The Sea Captain
- Walpole, or Every Man Has His Price (1869)
- Darnley

### Varia
- History of England (1833)
- Letter to a Late Cabinet Minister on the Present Crisis (stridsskrift) (1834)
- Athens, Its Rise and Fall (1837)
- A Word to the Public (1847)
- The Odes and Epodes of Horace (översättning) (1869)

### Svenska urval
- Natur, lynne och sed : betraktelser (översättning Carl Johan Backman, Bonnier, 1866)
- Spökhistorier : berättelser [av Bulwer-Lytton med flera] (Bonnier, 1914)

## Kända citat
- Pursuit of the almighty dollar
- The pen is mightier than the sword
- It was a dark and stormy night